# چالملی
latitudeچالملیlongitudeچالملی
چالملی (به انگلیسی: Chulmleigh) یک منطقهٔ مسکونی در انگلستان است که در جنوب غربی انگلستان واقع شده‌است.

## خصوصیات
چالملی ۱٬۳۰۸ نفر جمعیت دارد.